# 瓦西姆·艾哈迈德
瓦西姆·艾哈迈德（Waseem Ahmad，1977年4月10日—），巴基斯坦男子曲棍球運動員，亦為巴基斯坦国家男子曲棍球队成員。

## 簡歷
2010年11月，瓦西姆·艾哈迈德代表巴基斯坦出戰廣州亞運會，參加曲棍球比賽，奪得金牌。